# Polystichum archboldii
Polystichum archboldii är en träjonväxtart som beskrevs av Edwin Bingham Copeland. Polystichum archboldii ingår i släktet Polystichum och familjen Dryopteridaceae. Inga underarter finns listade.